# Stetindtunnel
Der Stetindtunnel (norwegisch Stetindtunnelen, lulesamisch Státtátunælla) ist ein einröhriger Straßentunnel durch den norwegischen Nationalberg Stetind am Ende des Stefjords. Er liegt in der Kommune Narvik in der Provinz Nordland im Norden Norwegens. 
Der Tunnel ist Teil des Riksvei 827, einer seit 1992 bestehenden Straßenverbindung von Kjøpsvik in Richtung Narvik, welche am Efjord bei Sætran auf die Europastraße 6 mündet. Bis dahin war die Ortschaft nur per Fähre von Drag und Skarberget aus erreichbar. Mit Eröffnung des Riksvei 827 wurde die Fährverbindung von Skarberget nach Kjøpsvik eingestellt, die Fährroute nach Drag dagegen ausgebaut. Die neue Straßenverbindung dient seither auf der Strecke zwischen Fauske und Narvik auch als Alternativroute zur vielbefahrenen Europastraße 6 (E6) mit der etwas weiter nördlich parallel verlaufenden Fährverbindung von Bognes nach Skarberget. Besonders vom Schwerlastverkehr wird der Rv 827 häufig bevorzugt, da die Streckenführung aufgrund des Stetindtunnels sowie fünf weiterer Tunnel über keine großen Steigungen verfügt, sondern unter den Bergen hindurchführt. Die E6 hingegen windet sich etwas weiter nördlich durch recht bergiges Gelände.
Der Bau stand bei Einheimischen und Naturschützern in der Kritik, unter anderem weil der Berg Stetind in der Kultur der Samen als heilig gilt.

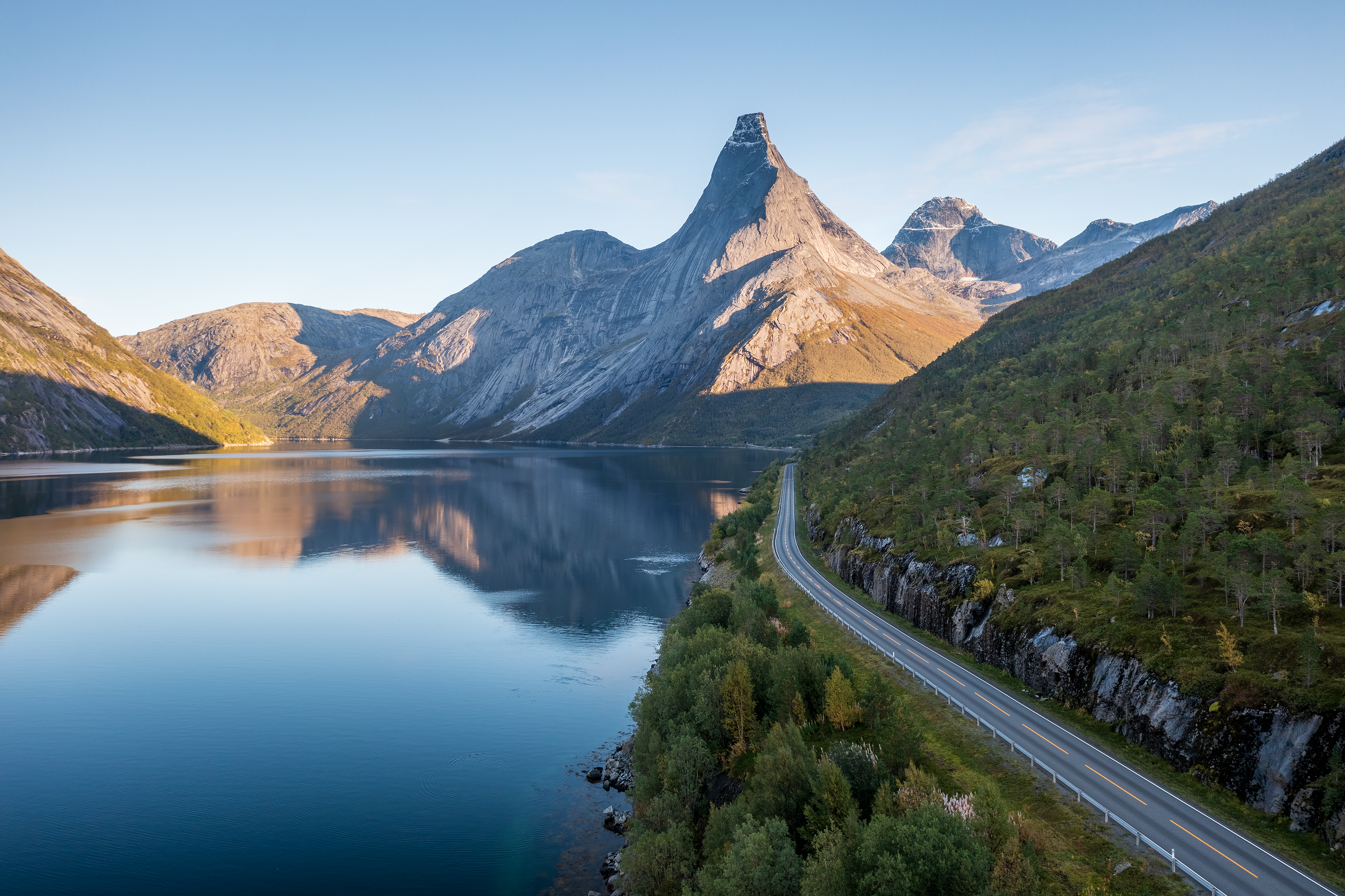
Blick auf die Nordflanke des Stetind, durch die der Tunnel verläuft
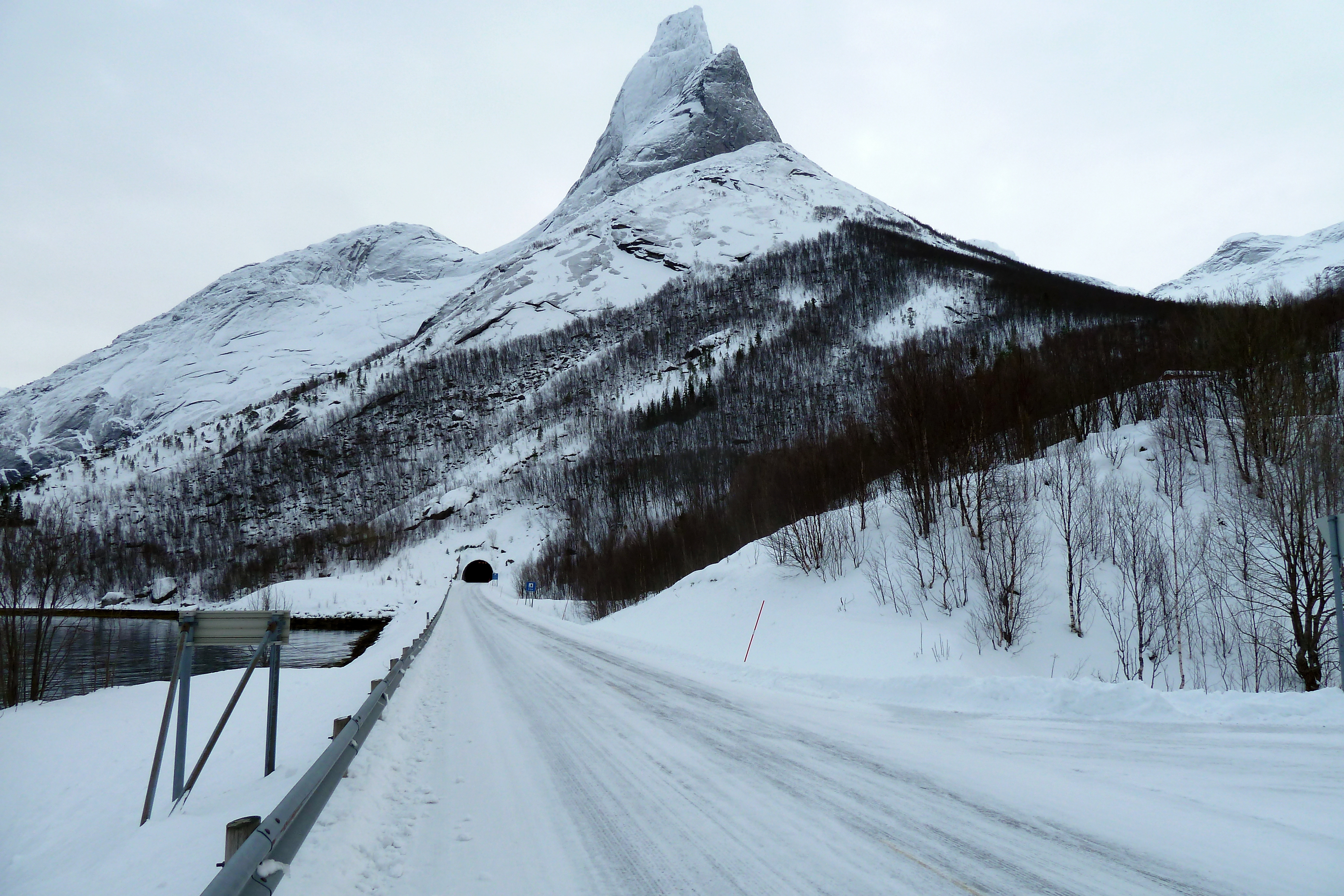
Südwestportal im Winter
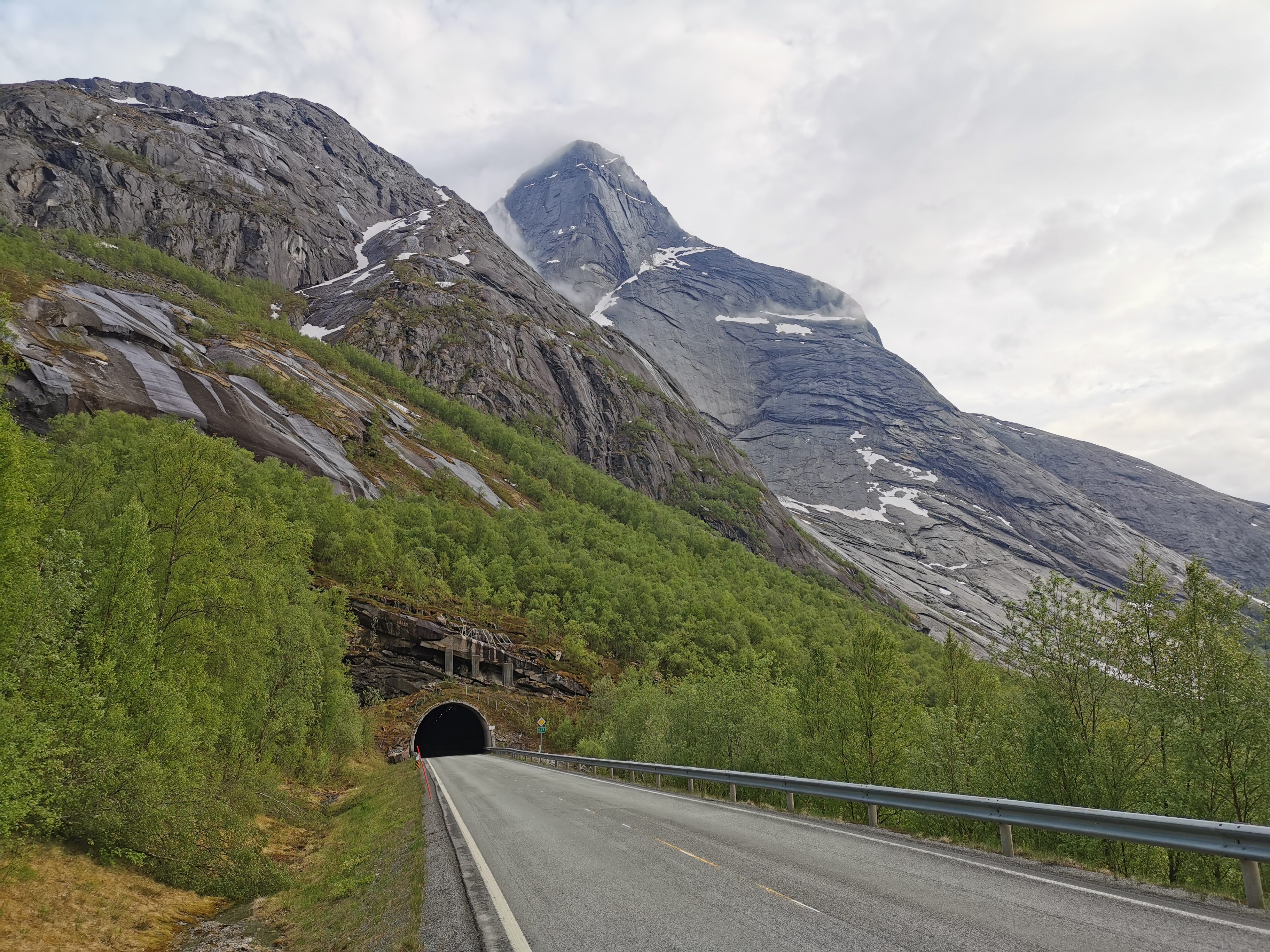
Nordostportal